# Medicinrådet
Medicinrådet er et "råd, som udarbejder anbefalinger af, hvilke nye lægemidler der skal være mulige standardbehandlinger på landets sygehuse".

## Metode
Rådet virker gennem en række fagudvalg.:5
Ved vurdering af et lægemiddel vurderes kvaliteten ved at kvalitetsjusterede leveår:afsnit 4 holdes op imod behandlingens pris:afsnit 7.
Rådets anbefalinger fremmes ved, at praktikere vil skulle begrunde alternative valg.[kilde mangler]